# Мумија: Гробница Змаја Императора
Мумија: Гробница Змаја Императора (енгл. The Mummy: Tomb of the Dragon Emperor) је авантуристички филм Роба Коена из 2008. са Бренданом Фрејзером, Џетом Лијем, Луком Фордом и Маријом Бело у главним улогама. 

## Радња
Радња се креће из Египта у Кину. Истраживач Рик О'Конел (Брендан Фрејзер) враћа се у борбу против васкрслог цара Ћин Ши Хуанга (Џет Ли) из древних кинеских катакомби до ледених хималајских висина. У томе му помажу његов зрели син Алекс (Лук Форд), супруга Евелин (Марија Бело, која је заменила Рејчел Вајз) и њен брат Џонатан (Џон Хана).
Цар Ћин Ши Хуанг, покорио је и поробио народе, али безуспешно трага за тајнама вечног живота. Он шаље генерала Минга (Расел Вонг) у потрагу за свемоћном чаробницом Зи Јуан, која зна тајну живота. Минг проналази чаробницу, а она није тако стара и ружна као што је мислио. Чаробница и генерал се заљубе једно у друго. Након што су открили тајну, они се појављују пред царем. Цар обећава да ће ујединити њихове судбине, али, не држећи своју реч, цар погубљује Минга и рани чаробницу. Чаробница шаље клетву на цара и његову војску и бежи. Проклет од чаробнице (Мишел Јео), цар је приморан да проведе вечност у хибернацији. Немилосрдни кинески цар змајева и његових 10.000 ратника остали су заборављени 2.000 година, обучени у глину као огромна, тиха војска од теракоте.
XX век. Породица О'Конел живи обичним животом, присећајући се прошлости са носталгијом. Али када је авантуриста Алекс О'Конел преварен да пробуди древног владара из његовог вечног сна, неустрашиви млади археолог мора да затражи помоћ, од јединих људи који знају више од њега како да победе немртве - његових родитеља. Упознаје Лин (Исабела Лионг), и заједно са родитељима проналазе чаробницино станиште.
Битка почиње. Цар диже војску. Зи Јуан оживљава војску мртвих и подиже их да се боре против цара. У бесу, цар започиње битку са Зи Јуаном, потпомогнут корумпираним генералом Јангом (Ентони Вонг Чо-Санг), а она, по цену свог живота, добија царев бодеж, способан да га убије. Пре него што умре, она каже Лину да му „прободе срце“. Цар, прерушен у змаја, киднапује Лин. О'Конелови заједно иду код цара и шаљу га заувек у пакао.
Као резултат тога, цар је убијен, а његова војска је распршена. Током авантуре, Алекс развија везу са својим оцем и такође се заљубљује у Лин, ћерку чаробнице и генерала Минга. Након цареве смрти, Лин губи бесмртност и они остају заједно. Џонатан напушта Кину и одлази у Перу, надајући се да тамо неће бити мумија. Али, како је речено у постскриптуму на крају филма, по доласку у Перу, тамо је затекао и мумије.

## Улоге
| Глумац              | Улога                   |
| ------------------- | ----------------------- |
| Брендан Фрејзер     | Рик О`Конел             |
| Џет Ли              | Император Хан           |
| Марија Бело         | Евелин Карнахан О`Конел |
| Џон Хана            | Џонатан Карнахан        |
| Лук Форд            | Алекс О`Конел           |
| Исабела Лионг       | Лин                     |
| Мишел Јео           | Зи Јуан                 |
| Ентони Вонг Чо-Санг | Генерал Јанг            |
| Дејвид Колдер       | Роџер Вилсон            |
| Расел Вонг          | Генерал Минг Го         |
| Џеси Менг           | Чои                     |
| Лијам Канингам      | Мед Дог Магвајер        |
| Тијан Лијанг        | Ли Жу                   |
| Алберт Кван         |                         |
| Џеки Ву             | убица #1 (као Ву Џинг)  |